# NGC 2389
NGC 2389 је спирална галаксија у сазвежђу Близанци која се налази на NGC листи објеката дубоког неба.
Деклинација објекта је + 33° 51' 39" а ректасцензија 7h 29m 4,8s. Привидна величина (магнитуда) објекта NGC 2389 износи 12,7 а фотографска магнитуда 13,4. Налази се на удаљености од 63,4000 милиона парсека од Сунца. NGC 2389 је још познат и под ознакама UGC 3872, MCG 6-17-11, CGCG 177-24, KUG 0725+339, PGC 21109.